# Villa Ernst Berthold
Die Villa Ernst Berthold steht im Stadtteil Serkowitz der sächsischen Stadt Radebeul, in der Wasastraße 49. Sie wurde ab 1896 durch die Baufirma der Gebrüder Ziller für den Fabrikbesitzer Ernst Berthold errichtet.

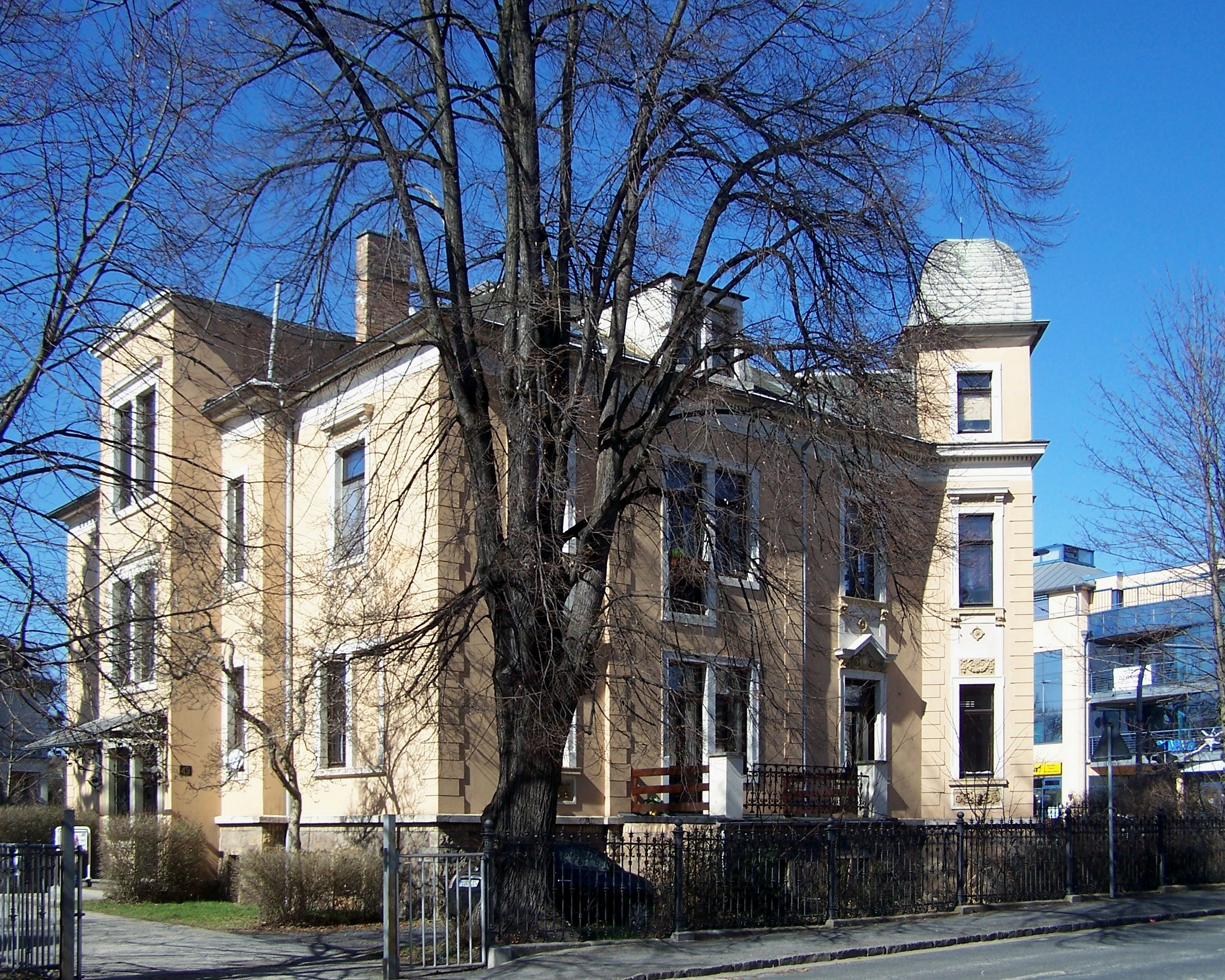
Villa Ernst Berthold

## Beschreibung

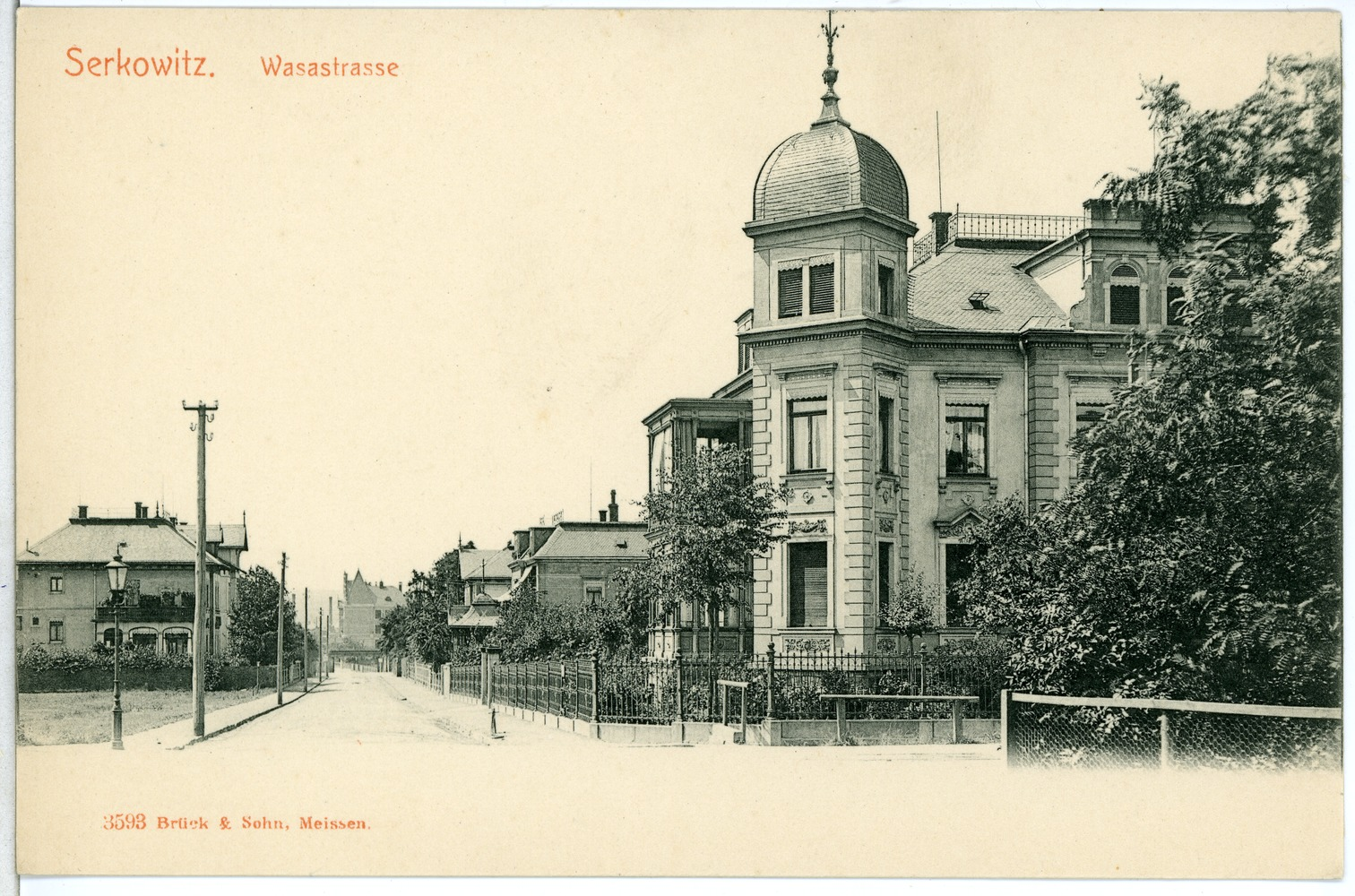
Villa Ernst Berthold (1903)

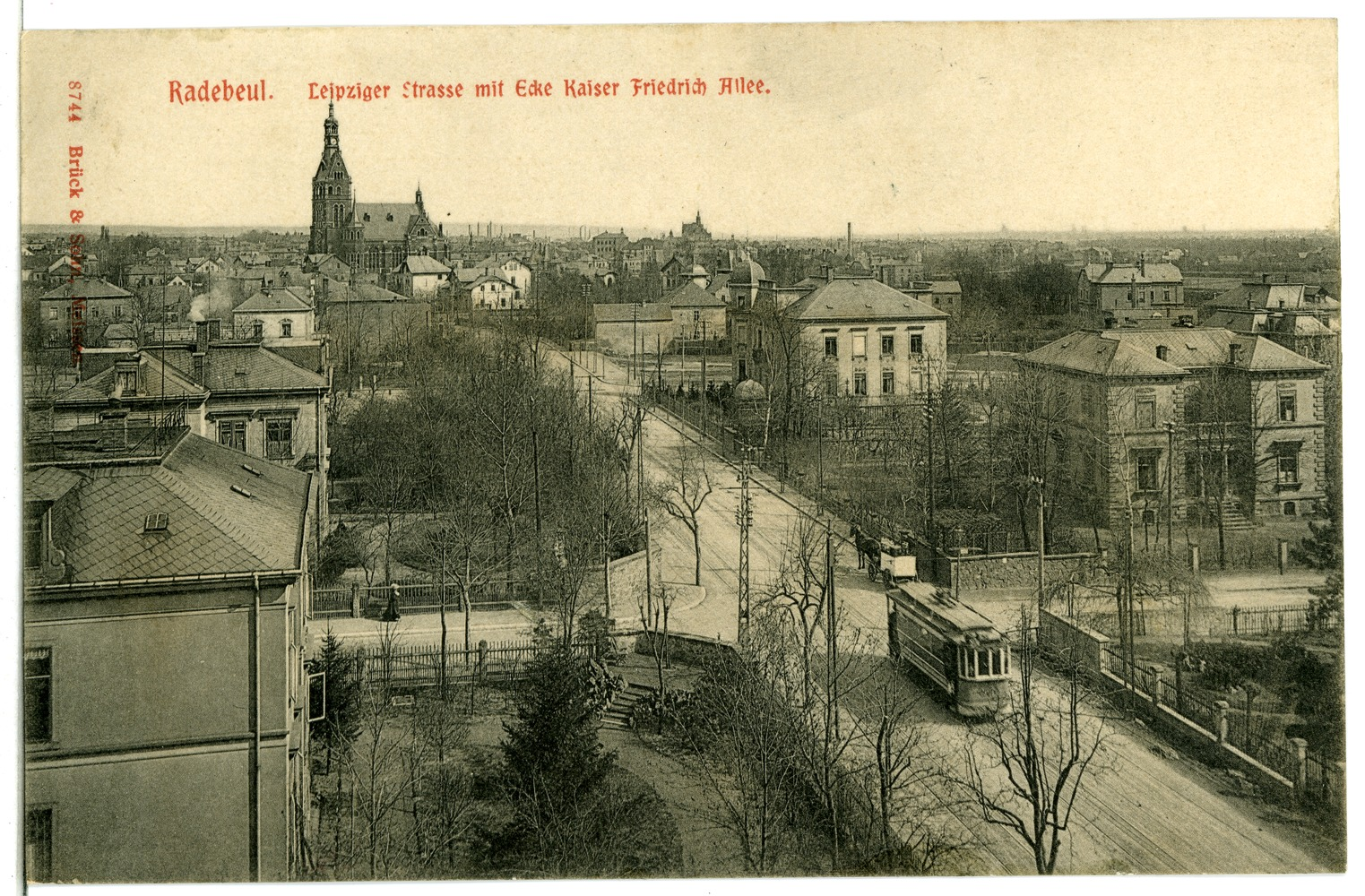
Rechts: Dr.-Schmincke-Allee 8 (1907). Villa Ernst Berthold schräg links darüber

Die größere zweigeschossige, mit der Einfriedung unter Denkmalschutz stehende Villa liegt auf einem Eckgrundstück zur Meißner Straße. Der aufwändige Putzbau steht auf einem Bruchsteinsockel, er hat ein abgeplattetes Walmdach. Zur Straßenecke zeigt das Gebäude einen eckigen, dreigeschossigen Turm mit einer viereckigen Haube.
Die beiden Straßenansichten sind unterschiedlich ausgebildet. Die fünfachsige Hauptansicht zur Meißner Straße mit einem dreiachsigen Mittelrisalit trug ursprünglich eine Attika, die sich heute als Dachhaus zeigt. Mittig im Obergeschoss sitzt auf Sandstein-Konsolen ein Balkon mit Ziergitter. In der Straßenansicht zur Wasastraße wurde eine zweigeschossige Veranda beseitigt, die Fenster/Tür-Kombination ist noch im Obergeschoss zu sehen. In der linken Seitenansicht befindet sich der Eingang in einem Treppenhaus-Vorbau, geschützt durch ein Glasdach auf gusseisernen Konsolen.
Die Fassaden des heute als Mietvilla angesprochenen Wohnhauses werden durch Eckquaderungen eingefasst und jeweils unter den Fenstern durch Ornamente verziert. Die Fenster haben Gewände aus Sandstein, dazu Verdachungen.
Die ebenfalls denkmalgeschützte Einfriedung besteht aus aufwändigen Eisenzaunfeldern zwischen Eisenpfosten.

## Geschichte
Der Fabrikbesitzer Ernst Berthold (1850–1938) aus Nieder-Neukirch in der Lausitz beantragte im Juli 1896 den Bau eines Wohnhauses, der durch die ortsansässige Bauunternehmung der Gebrüder Ziller ausgeführt wurde. Die Ingebrauchnahmegenehmigung erging im Februar 1900, die völlige Fertigstellung des Gebäudes erfolgte jedoch erst 1903.
Berthold wurde im Familiengrab Löffler/Berthold auf dem Friedhof Radebeul-Ost beerdigt.
Vor August 1934 wohnte Richard Feibelmann (1883–1948), Geschäftsführer der Chemischen Fabrik „Pyrgos“ und kaufmännischer Prokurist der Chemischen Fabrik v. Heyden, mit seiner Familie in der Wasastraße 49, bevor er in die Villa in der heutigen Straße des Friedens 59 zog.